# Arboras
Arboras är en kommun i departementet Hérault i regionen Occitanien i södra Frankrike. Kommunen ligger i kantonen Gignac som tillhör arrondissementet Lodève. År 2022 hade Arboras 104 invånare.

## Befolkningsutveckling
Antalet invånare i kommunen Arboras
Referens:INSEE